# 1961年太平洋颱風季
| 太平洋颱風季             |
| 主題頁 - 專題 - 編輯指南 |

1961年太平洋颱風季泛指在1961年全年內的任何時間，於赤道以北及國際換日線以西的太平洋水域，以及南中國海所產生的熱帶氣旋。雖然有關方面並沒有設下本颱風季的指定期限，但大部份於西北太平洋的熱帶氣旋通常都會於五月至十二月期間形成。
本條目的範圍僅侷限於赤道以北及國際換日線以西的太平洋及南海的水域。於赤道以北及國際換日線以東的太平洋水域產生的風暴則被稱為颶風，並被列入1961年太平洋颶風季。在西太平洋產生的熱帶風暴是由聯合颱風警報中心命名，國際編號為61xx。而凡進入或產生於菲律賓風暴責任範圍以內的熱帶低氣壓，菲律賓大氣地理天文部門 (PAGASA) 都會為它們訂立一個菲律賓名稱，作當地警報用途；因此同一個風暴有時候會有兩個不同的名稱。
以下各熱帶氣旋資訊以熱帶氣旋存在期間的最強形態為準。

## 熱帶氣旋
在1961年，有69個熱帶低氣壓形成，其中31個成為了熱帶風暴。20個成為了颱風。5個更成為了超級颱風。

### 颱風愛麗斯（Alice）
一個低壓區於5月13日橫過菲律賓南部，並於翌日進入南海。兩日後，該低壓區在南海中部，即在北緯14.5度，東經115度附近的海面增強為熱帶低氣壓，及轉向西北偏北移動。經多日的進一步增強，它於5月18日增強成颱風，被命名為愛麗斯。之後愛麗斯再轉向東北偏北移動，掠過南海北部，於5月19日在香港登陸，登陸後隨即在廣東東部轉向東北移動及減弱，兩日後從浙江省沿岸進入東海，及後逐漸消散。

### 颱風勞娜（Lorna）
1961年8月19日上午8时，一个低压区正在133.6°E，12.1°N的西北太平洋洋面上发展，8月19日下午14时，NMC、JTWC升格该低压区为热带低压，并给予编号20W。热带低压20W在广阔的西北太平洋上稳定地向西北方向移动。8月20日14时，NMC升格20W为热带风暴，并命名为“勞娜”（Lorna），此时风暴位于130.1°E，15.7°N并在持续增强中。到了8月21日14时，勞娜被升格为台风，其结构亦已经相当成熟，中心风速已达35m/s（蒲氏12级，NMC台风等级，JTWC一级台风等级），几乎与此同时，勞娜突然转向西南方向行进，移动方向几乎转了90°！勞娜仍在继续增强。
8月22日02时，勞娜恢复向西北方向移动，于当日上午8时开始在127.3°E，16.8°N附近停滞打转，当天晚8时即被再次升格为强台风。8月23日起，勞娜再次恢复向西北方向前进，强度继续增强，并把矛头对准台湾。等到8月24日2时，勞娜中心风速已达55m/s，被NMC升格为超强台风，勞娜的增强并没有因为达到超强台风级而停止，而是不断快速增强。
8月24日14时，勞娜达到了生命史上的峰值强度—65m/s（蒲氏18级，JTWC四级台风强度），此时勞娜环流成熟，风眼结构良好，眼墙清晰。8月24日20时，超强台风勞娜集结于台湾恒春东南165公里的西北太平洋洋面上。8月25日5时许，勞娜携55m/s的狂风登陆台湾屏东，登陆后，由于受到中央山脉的阻隔，环流被切离，强度因此加速减弱，8月25日10时出海时，已经减弱为强台风，风速也减至45m/s，有14级。
次日凌晨2时，勞娜以强热带风暴的强度登陆厦门，中心风速30m/s。登陆后，勞娜并没有像其他热带气旋一样迅速减弱消散，而是减弱为热带扰动后继续向西北行进，于8月27日20时在衡阳市附近转向西南偏西前进。8月28日08时，勞娜在永州再次转向西南偏南方向。8月28日14时，勞娜受地形的牵制，转向西南方向前进，并于当晚20时抵达桂林漓江，沿途的西南水库和杨堤乡严加防备即将到来的强降水。晚22时，NMC对勞娜停止编号。1961年8月23日上午，勞娜在停编后不久终于减弱消散。
超强台风勞娜登陆70余小时后才彻底消散，创造了热带气旋登陆后不消散的时间记录。

### 超強颱風南施（Nancy）
一個熱帶低氣壓於1961年9月7日在瓜加林環礁附近（北緯8.8度，東經161.6度）形成，在不遠處先後迅速增強為熱帶風暴及颱風，命名為南施。受惠著西太平洋的水溫高、幅散及幅合強勁和風切變低的環境下，南施漸漸向西移動及爆發性增強，並於9月9日增強為五級颱風。在隨後幾天仍能維持其強度，於9月12日達到聯合颱風警報中心所定一分鐘平均風速185節（345公里每小時）的顛峰強度，其中心最低氣壓低至882百帕斯卡。
稍後，南施在琉球群岛登陸，並轉向偏北方向移動，掠過沖繩縣及奄美大島。之後轉向東北方向移動，趨向日本本州一帶。9月16日上午9時在室戶岬以西登陸，4小時後在兵庫縣尼崎市與西宮市之間再次登陸。登陸後的南施迅速橫過本州，且速度不斷加快，達到顛峰移動速度100公里每小時（65英里每小時）或55節。後南施掠過北海道，不會兒進入鄂霍次克海並減弱為熱帶風暴，於9月17日受西風槽影響而轉變成溫帶氣旋，最後經過堪察加半島進入白令海。

### 颱風奧嘉（Olga）
熱帶氣旋奧嘉是1961年香港第二個懸掛五號或以上風球的熱帶氣旋。
9月8日上午，一個熱帶低氣壓形成，並命名為奧嘉，天文台在中午12時45分懸掛一號風球，當時奧嘉集結在香港之東南約370公里。隨著奧嘉增強為熱帶風暴，天文台在在下午5時15分改掛三號風球，當時奧嘉集結在香港之東南約300公里。9月9日午夜，奧嘉增強為強烈熱帶風暴，日間逐漸接近廣東沿岸，天文台遂於下午5時45分改掛五號風球，當時奧嘉集結於香港之東南偏東約135公里，離岸及高地吹烈風。
奧嘉於9月10午夜前後在惠州市惠東縣登陸，並減弱為熱帶風暴，於凌晨2時最接近香港，在天文台總部東北約80公里掠過。因應風向轉變，天文台於上午2時35分改掛六號風球。日出前後，烈風逐漸減退，天文台在上午8時10分改掛三號風球，當時奧嘉集結在香港以北約120公里。
所有熱帶氣旋警告信號於下午1時10分除下，奧嘉並在香港西北偏北約180公里的廣東內陸消散。

### 超級颱風波密拉（Pamela）
1961年9月6日，關島海面生成一熱帶低氣壓，以每小時25公里的速度向西北移動，但是之後導引氣流不明顯，7日至9日時速只有5公里，而當時它發展的很緩慢，一直到9月9日下午才增強為輕度颱風(以現在的標準應該尚未成為輕度颱風)，此時它來到了硫磺島西南海面上約850公里，此時颱風才開始快速增強，從中心最大風速每秒15公尺到隔日上午的35公尺，速度開始加快，每小時增為15公里往西北西移動，波密拉此時已經為中度颱風。
9月11日上午，波密拉已經走到了那霸南方海面，北方有高壓阻擋之下偏西前進，氣壓為950毫巴，中心最大風速已經到達了50公尺，強度發展成當時強烈颱風的標準，同時速度急增到時速33公里，使其偏西路徑直接對台灣構成威脅。傍晚八點，波密拉中心最低氣壓降到930毫巴，中心最大風速增加到每秒60公尺的最高強度，而當時距離花蓮東方只有270公里。及後，在12日凌晨兩點，登陸了宜花交界一帶。

## 熱帶氣旋名單
| - Agnes - Bess - Carmen - Della - Elaine - Faye - Gloria - Hester - Irma - Judy - Kit - Lola - Mamie - Nina - Ora - Phyllis - Rita 1W - Susan 4W - Tess 5W - Viola 6W - Winnie 9W | - Alice 10W - Betty 11W - Cora 20W - Doris 19W - Elsie 26W - Flossie 28W - Grace 30W - Helen 31W - Ida 32W - June 33W - Kathy 39W - Lorna 42W - Marie 49W - Nancy 52W - Olga 51W - Pamela 50W - Ruby 53W - Sally 54W - Tilda 55W - Violet 56W - Wilda 58W | - Anita 60W - Billie 62W - Clara 63W - Dot 66W - Ellen 69W - Fran - Georgia - Hope - Iris - Joan - Kate - Louise - Marge - Nora - Opal - Patsy - Ruth - Sarah - Thelma - Vera - Wanda | - Amy - Babs - Charlotte - Dinah - Emma - Freda - Gilda - Harriet - Ivy - Jean - Karen - Lucy - Mary - Nadine - Olive - Polly - Rose - Shirley - Trix - Virginia - Wendy |

## 內部連結
- 1961年大西洋颶風季
- 1961年太平洋颶風季
- 1961年北印度洋氣旋季
- 1960－1961年西南印度洋熱帶氣旋季
- 1960－1961年澳洲地區熱帶氣旋季
- 1960－1961年南太平洋熱帶氣旋季
- 1961－1962年西南印度洋熱帶氣旋季
- 1961－1962年澳洲地區熱帶氣旋季
- 1961－1962年南太平洋熱帶氣旋季

## 外部連結
- 聯合颱風警報中心（页面存档备份，存于）
- 中央氣象台-颱風實時路徑顯示
- 中國中央氣象台
- 日本氣象廳熱帶氣旋資訊（页面存档备份，存于）
- 菲律賓大氣地理天文部門熱帶氣旋資訊
- 中央氣象局全球資訊網
- 香港天文台熱帶氣旋資訊（页面存档备份，存于）
- 澳門地球物理暨氣象局熱帶氣旋資訊（页面存档备份，存于）
- 熱帶氣旋衛星影像（页面存档备份，存于）
- 數位颱風—熱帶氣旋資料及圖片（页面存档备份，存于）